# Сорокопуд сомалійський
Сорокопуд сомалійський (Lanius somalicus) — вид горобцеподібних птахів роду сорокопуд родини сорокопудових.

## Поширення
Поширений на Африканському континенті: в Джибуті, Ефіопії, Кенії, і Сомалі. Його природним середовищем проживання є тропічні і субтропічні зарості чагарників.